# Christoph Sieber
Christoph Sieber (* 9. ledna 1971, Wels) je rakouský windsurfař a jachtař. Získal zlatou medaili na olympijských hrách v Sydney roku 2000 ve windsurfingu. Na olympiádě v Barceloně roku 1992 skončil ve stejné disciplíně na 5. místě. Získal též bronz na Mistrovství Evropy 1994 a vyhrál Kielský týden 1992. Je šestinásobným mistrem Rakouska. 
V roce svého olympijského triumfu skončil druhý v rakouské anketě Sportovec roku. Obdržel vyznamenání Čestný odznak Za zásluhy o Rakouskou republiku.
Studoval na Hudebním gymnáziu v Linci a na Brucknerově konzervatoři obor violoncello. Kvůli windsurfingu se vzdal klasické hudby a přešel na sportovní střední školu. Po úspěchu v Sydney se věnoval hlavně kitesurfingu. V roce 2002 oficiálně oznámil svůj přechod k jachtingu, v roce 2004 začal plachtit společně Clemensem Krusem na člunu třídy 49er. Od poloviny roku 2008 pořádá motivační přednášky a semináře na téma mentálního tréninku, optimalizace výkonu a prevence syndromu vyhoření.